# Некрасов Євген Миколайович
Некрасов Євген Миколайович (1902—?) — російський, радянський кінорежисер.

## З життєпису
Народ. 31 грудня 1902 р. в Нязє-Петровському заводі Пермської губ.
Учасник Громадянської війни.
Свій трудовий шлях почав у 1919 р. Працював кресляром, завідував сценою в клубі Червоної Армії у Свердловську.
Закінчив живописний факультет Академії Художників у Ленінграді (1927) та режисерський факультет Кіноакадемії при Всесоюзному державному інституті кінематографії (1939).
Працював на кіностудіях «Госвоенкино» (1928—1930), «Культурфильм» тощо, режисером студії «Дитфільм» (Москва, Сталінабад), Ташкентської кіностудії (1954—1956), Одеської кіностудії, де поставив фільм «Ти молодець, Аніто!» (1956, у співавт. з В. Кочетовим).